# Alchemilla pirinica
Alchemilla pirinica é uma espécie de rosácea do gênero Alchemilla, pertencente à família Rosaceae.